# Tir (deus armênio)
Tir (em armênio/arménio: Տիր) é o deus da linguagem escrita, da escolaridade, da retórica, da sabedoria e das artes na mitologia armênia.

## História
O quarto mês do antigo calendário armênio (Tre ou Tri) e vários topônimos (Tirincatar, Tiracatar, Tre e Tirariche) homenageiam Tir. Ele compartilha seu nome com um dos deus do panteão iraniano, chamado Tistria (Tištriia) no avéstico e Tir nos persas médio e novo, e o planeta Mercúrio. Tir (nas versões iraniana e armênia) associa-se ao deus mesopotâmico da alfabetização e dos escribas Nabu (Mercúrio). Na tradição armênia, era o deus da linguagem escrita, da escolaridade, da retórica, da sabedoria e das artes. Agatângelo menciona-o como "escriba da aprendizagem dos sacerdotes" (dpir gitut‘ean k‘rmac‘) e "escritor (secretário) de Aramasde" (grič Ormzdi). Era o adivinho e intérprete de sonhos, que registrava as boas e más ações dos homens e guiava as almas ao submundo. Provavelmente estava conectado com Grol (literalmente "Escritor"), o anjo do destino e da morte na tradição popular armênia identificado com o arcanjo Gabriel.
No Período Helenístico, os armênios identificaram-no com Apolo, como confirmado por Moisés de Corene que afirmou que sua estátua, disposta no templo de Erazamoim (Erazamoyn; eraz significa "sonho", enquanto o significado da desinência -moyn é desconhecido), na estrada entre Valarsapate e Artaxata, foi transferida da capital Armavir, onde era reconhecida como a estátua de Apolo. É mais comum a associação de Apolo com o Mitra iraniano, como confirmado pelo panteão do Reino de Comagena, que é essencialmente o mesmo panteão armênio, onde fala-se de Hélio-Mitra. Nesse sentido, essa identificação é característica da tradição armênia, que revela um aspecto solar próprio de Tir. Por vezes o nome do deus é registrado como Tiver (Tiwr), que é inexplicável enquanto empréstimo iraniano, e que possivelmente derivou do indo-iraniano *deiw- (o Sol e o deus do céu ensolarado). Por conseguinte, Tir por vezes é associado a Hermes, por conta de sua função como guia dos mortos e transmissor de sonhos, o que seria outro aspecto inexistente em sua contraparte iraniana. Uma vez que a influência grega no panteão armênio foi inexpressiva, esse paralelo armeno-grego pode ter sido consequência de outro fator desconhecido.